# Hradčany (poštovní známky)
Hradčany je filatelistický název série prvních československých poštovních známek vydaných v letech 1918–1920, jejichž autorem je Alfons Mucha. Jejich motivem je panorama pražských Hradčan. Sběratelé rozdělují Hradčany na pět hlavních typů, z nichž každý má zase mnoho podtypů. Tyto známky platily do dubna 1921. Vydání série Hradčany se od poválečných let slaví v Česku a na Slovensku jako Den poštovní známky.

## Motiv

### Historie
Motivem série známek je panorama centra Prahy, hlavního města nově zrozeného státu, konkrétně Hradčan – Pražského hradu s katedrálou sv. Víta a kostelem sv. Mikuláše. Kompozice pohledu na chrámy je Alfonsem Muchou dispozičně upravena, podle některých zdrojů je kostel sv. Mikuláše zrcadlově obrácen. Zpoza katedrály vychází slunce jako symbol zrodu nového státu, přestože ve skutečnosti za Hradem nevychází. Známky navržené secesním malířem Alfonsem Muchou byly vybrány z více než deseti návrhů. Mucha zvolil mimo jiné motiv hradu, protože:
| „              | Každý národ má svůj symbol ztělesňující doby minulé i budoucí. Já od dětství viděl jsem a ctil ve vznešených formách chrámu sv. Víta na hradě pražském hmotné vtělení tohoto symbolu. Nemohl jsem proto zvolit jiného námětu pro můj návrh než Hradčany a okolní středověkou architekturu. | “ |
| — Alfons Mucha | |   |

Panorama lemuje vzorovaná výzdoba v secesním stylu. Podle Alfonse Muchy jsou listy v horních rozích obrazu slovanské symboly kvetení a probuzení, malá srdce symbolizují mír, stylizovaní kohouti v dolních rozích vítají východ slunce a oznamují začátek nového dne. Pozdější typy Hradčan (viz typy D a E) již slunce nezobrazují, jen záři.

### Označení
Nominální hodnota je uvedena ve spodní části návrhu známky ve vodorovném oválu. Protože souběžně s vydáním prvních poštovních známek se v zemi připravovala finanční reforma a v té době ještě nebyl schválen název nových peněžních jednotek Československa, měly známky nominální hodnotu v rakouských haléřích, ale pouze v číslech, bez uvedení měny.
Měnová reforma byla provedena mezi 25. únorem a 9. březnem 1919, poté byly všechny hodnoty poštovních známek v oběhu uváděny v československých haléřích bez přetisků, tato událost se projevila pouze v účetních knihách pošt.
Autorem první poštovní známky Československa mohl být i další československý výtvarník a rytec Jindřich Jindra Schmidt (1897–1984). Skica poštovní známky na stejné téma „Hradčany“, kterou vytvořil spolu s několika zaměstnanci tiskárny Politika, však byla doručena poštovnímu ministerstvu příliš pozdě a silně připomínala již existující projekt Alfonse Muchy. Podle filatelistického časopisu The Czechoslovak Specialist bylo poštovnímu oddělení doručeno celkem asi deset různých projektů.

## Série

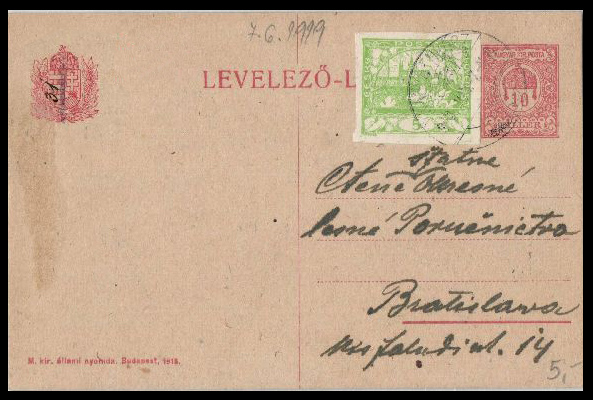
5haléřová známka Hradčany použitá v roce 1919 na maďarském korespondenčním lístku

Byly vydány dvě různé série, které se dají rozčlenit na pět typů. V první sérii (typy A, B) je nápis Pošta Česko-Slovenská uspořádán po stranách a na vrcholu, zatímco ve druhé sérii (typy C, D, E) je nápis Česko-Slovenská v jedné řadě pod hlavním vyobrazením Hradu. Různé typy vykazují jemné rozdíly v návrhu, rovněž se vyskytuje několik chyb včetně vad a nedostatků způsobených vadnými nebo rozdílnými tiskovými deskami. V následných emisích již lze nalézt méně variací, neboť se výtvarníci, rytci i tiskárny postupně zlepšovali.
Od 18. prosince a několik dalších dní se čerstvě vytištěné poštovní známky prodávaly pouze v Praze. Filatelistické okénko na hlavní poště bylo v těchto dnech dokonce nuceno omezit prodej na 10 kusů od každé nominální hodnoty na osobu. Po 20. prosinci byly výtisky Hradčan prodávány také mimo hlavní město.
Zhruba měsíc a půl po zahájení prodeje byly Hradčany používány k frankování poštovní korespondence poměrně zřídka, protože byly stále v oběhu poštovní známky Rakouska a Maďarska (částečně s různými poloúředními místními a soukromými přetisky názvu nového státu). Zásoby těchto známek ještě nebyly vyčerpány, takže prosincová a lednová použití Hradčan v zimě 1918/1919 jsou vzácná. Všechny známky Rakousko-Uherska platily do 28. února 1919. Následně byly na popud Jaroslava Lešetického opatřeny přetiskem a používány ještě rok.

### Výroba
Hradčany byly vyrobeny (původně bez perforace) na papíře bez vodoznaku v arších po 100 kusech knihtiskem.
Protože až do prosince 1918 nebyly na československém území nikdy tištěny poštovní známky (příslušné tiskárny Rakouska-Uherska byly ve Vídni a Budapešti), byla to pro Ministerstvo pošty a telegrafu i pro společnost Česká grafická unie první taková zkušenost.

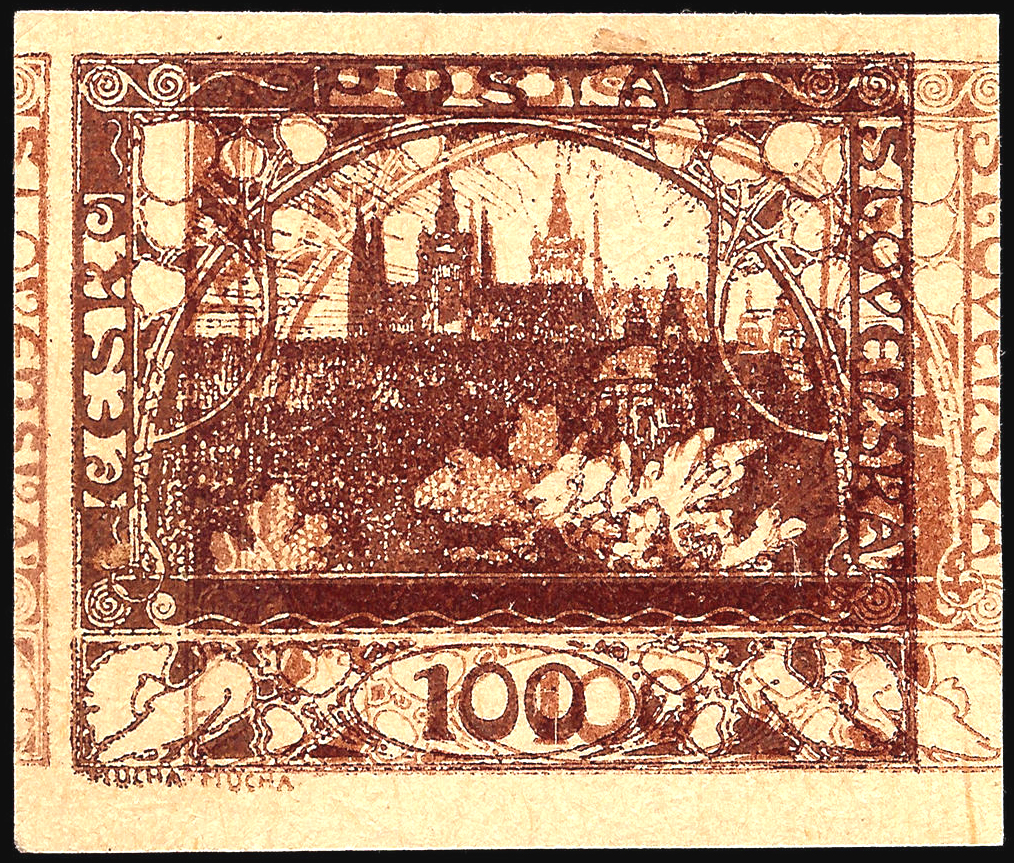
Chyba tisku: Ofsetový dvojitý válec

V důsledku toho proces probíhal s četnými výrobními režiemi (například s předčasnými opravami a výměnami tiskových desek) a vedl k velkému množství druhů v oběhu – barev, typů perforace, defektů desek apod.
Dohled nad výrobou měl Jaroslav Lešetický, zaměstnanec ministerstva pošt a telegrafů, sám zanícený filatelista. Některé vzorky typografických vad, místo aby byly zničeny, byly zaměstnanci odcizeny – svůj vliv zde uplatnil i Jaroslav Šula, předseda spolku filatelistů – a za účelem dalšího prodeje skončily u prodejců známek. Údajně takto Lešetický vynesl přes 3 tuny materiálu.

#### Zoubkování
V době zahájení tiskových náběhů tiskárna neměla děrovací stroje (ty začaly být k dispozici tiskařům až po několika měsících a různé modely), a tak bylo rozhodnuto uvést do oběhu poštovní známky bez perforace. Řada velkých soukromých společností s velkým objemem obchodní korespondence (převážně banky) získala od úřadů povolení k samostatnému perforování známek. Některé místní pošty si navíc vyráběly vlastní perforaci a/nebo děrování archů pocházejících z Prahy.
Dohromady to vedlo k široké škále různých, včetně kombinovaných, perforací série Hradčany. Po příchodu příslušných strojů do tiskárny se značková perforace začala dělit na „oficiální“ a „neoficiální“. Specializovaný katalog československých známek Pofis identifikuje sedm oficiálních typů zoubkování a množství neoficiálních.
Teprve v polovině roku 1919 začala pošta vydávat další nominální hodnoty – 10, 20 a 30 haléřů – zpočátku s perforací. Ale i v tomto případě se ukázalo, že část nákladu se dostala do prodeje neperforovaná (Mezi sběrateli jsou v současnosti (2020) vzácné).
| Katalogové číslo | 1 | 2 | 3 | 4 | 5 | 6 | 7 | 8 | 9 | 10 | 11 | 12 | 13 | 14 | 15 | 16 | 17 | 18 | 19 | 20 | 21 | 22 | 23 | 24 | 25 | 26 |
| ---------------- | - | - | - | - | - | - | - | - | - | -- | -- | -- | -- | -- | -- | -- | -- | -- | -- | -- | -- | -- | -- | -- | -- | -- |
| Nezoubkované     | X | X | X | X | X |   | X | X |   | X  | X  | X  |    | X  | X  | X  | X  | X  | X  | X  | X  | X  | X  | X  | X  | X  |
| HZ 13¾ : 13½     |   |   |   | X |   | X | X | X | X | X  | X  |    | X  |    |    |    | X  |    |    |    |    | X  |    |    |    |    |
| HZ 11¾           |   |   |   | X |   | X | X |   |   |    | X  |    | X  |    |    |    | X  |    |    |    |    |    |    |    |    |    |
| ŘZ 13¾           | X |   |   | X |   | X | X | X | X |    |    |    | X  |    |    |    |    |    |    |    |    |    |    |    |    |    |
| ŘZ 11½           |   |   | X | X | X |   | X | X |   | X  | X  |    | X  |    |    |    |    |    |    |    | X  |    |    |    |    |    |
| ŘZ 11½ : 10¾     |   |   | X | X |   |   | X |   |   |    | X  |    |    |    |    |    |    |    |    |    |    |    |    |    |    |    |
| ŘZ 13¾ : 11½     |   |   |   | X |   |   | X |   |   |    | X  |    |    |    |    |    |    |    |    |    |    |    |    |    |    |    |
| ŘZ 11½ : 13¾     |   |   |   |   |   |   | X |   |   |    |    |    | X  |    |    |    |    |    |    |    |    |    |    |    |    |    |
| ŘZ 13¾ : 10¾     |   |   |   |   |   |   | X |   |   |    | X  |    |    |    |    |    |    |    |    |    |    |    |    |    |    |    |

1. ↑  Hřebenové zoubkování
2. ↑  Řádkové zoubkování

Existuje i množství neoficiálních soukromých zoubkování (vesměs řádkové jiných rozměrů než oficiální), průpichů a průseků.

#### Barvy a hodnoty
Celkem existuje 26 základních známek s dvaceti nominálními hodnotami. Všechny existují jak nezoubkované (z nich však tři nebyly oficiálně v oběhu), tak zoubkované. Katalog československých známek uvádí pro základní barvy známek řady Hradčany různých nominálních hodnot následující barvy a typy:
| Č. Pofis | Nominální hodnota | Obrázek | Barva                                                  | Typ |
| -------- | ----------------- | ------- | ------------------------------------------------------ | --- |
| 1        | 1                 |         | hnědá                                                  | C   |
| 2        | 3                 |         | červenofialová                                         | A   |
| 3        | 5                 |         | světle zelená (někdy i tmavě)                          | A   |
| 4        | 5                 |         | modrozelená (někdy i tmavě)                            | E   |
| 5        | 10                |         | červená (někdy i tmavě)                                | A   |
| 6        | 10                |         | zelená (pouze zoubkovaná)                              | E   |
| 7        | 15                |         | oranžovočervená (někdy i hnědočervená či červenohnědá) | E   |
| 8        | 20                |         | modrozelená                                            | A   |
| 9        | 20                |         | karmínovočervená (pouze zoubkovaná)                    | E   |
| 10       | 25                |         | modrá (někdy i světle)                                 | A   |
| 11       | 25                |         | fialová (někdy i černofialová)                         | E   |
| 12       | 30                |         | žlutoolivová                                           | A   |
| 13       | 30                |         | světle červenofialová (pouze zoubkovaná)               | E   |

| Č. Pofis | Nominální hodnota | Obrázek | Barva                                 | Typ |
| -------- | ----------------- | ------- | ------------------------------------- | --- |
| 14       | 40                |         | hnědooranžová                         | A   |
| 15       | 50                |         | fialová                               | C   |
| 16       | 50                |         | modrá                                 | E   |
| 17       | 60                |         | žlutooranžová (někdy červenooranžová) | D   |
| 18       | 75                |         | šedozelená                            | E   |
| 19       | 80                |         | olivovozelená                         | D   |
| 20       | 100               |         | hnědá                                 | B   |
| 21       | 120               |         | šedá (někdy světle či stříbřitě)      | E   |
| 22       | 200               |         | ultramarinová (někdy fialovomodrá)    | B   |
| 23       | 300               |         | zelenošedá                            | D   |
| 24       | 400               |         | modrofialová                          | B   |
| 25       | 500               |         | červenohnědá                          | E   |
| 26       | 1000              |         | červenofialová (někdy modrofialová)   | D   |

Při tisku byl problém s nedodržením barevných standardů – v důsledku toho lze téměř každou šarži známek rozlišit okem již podle barvy, i bez ohledu na jiné charakteristiky.

### Vývoj
Za krátkou dobu svého vydávání (přibližně 2,5 roku) však Hradčany prošly znatelným vývojem. Podle znaků nápisů a středové části návrhu známek rozlišují filatelisté obvykle pět základních typů této řady – A, B, C, D a E (případně I, II, III, IV a V). Každý z těchto typů obsahuje variety. Chronologicky byly známky série Hradčany vydány nikoli ve vzestupném pořadí nominálních hodnot, ale na přeskáčku. Kvůli tomu například katalog Scott považuje první známku Československa za tříhaléřovou (Sc #1, Pofis #2), ačkoliv vyšla až 21. prosince 1918, oproti tomu pětihaléřová (Sc #2, Pofis #3) a desetihaléřová (Sc #3, Pofis #5) o tři dny dříve, 18. prosince. Nejmladší známka nominální hodnoty 30 haléřů typu E (Pofis #13), byla vydána až 12. dubna 1920.

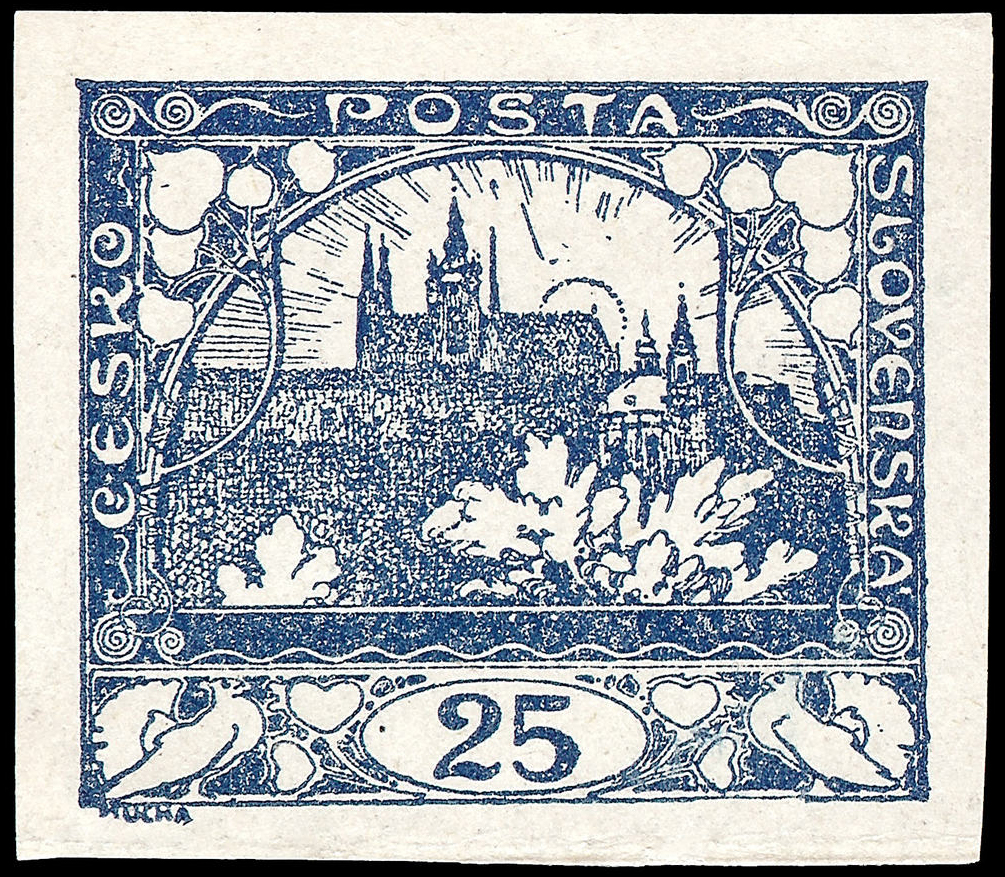
Typ A, malý bílý nápis na barevném podkladě i po stranách, hodnoty 3, 5 10, 20, 25, 30 a 40
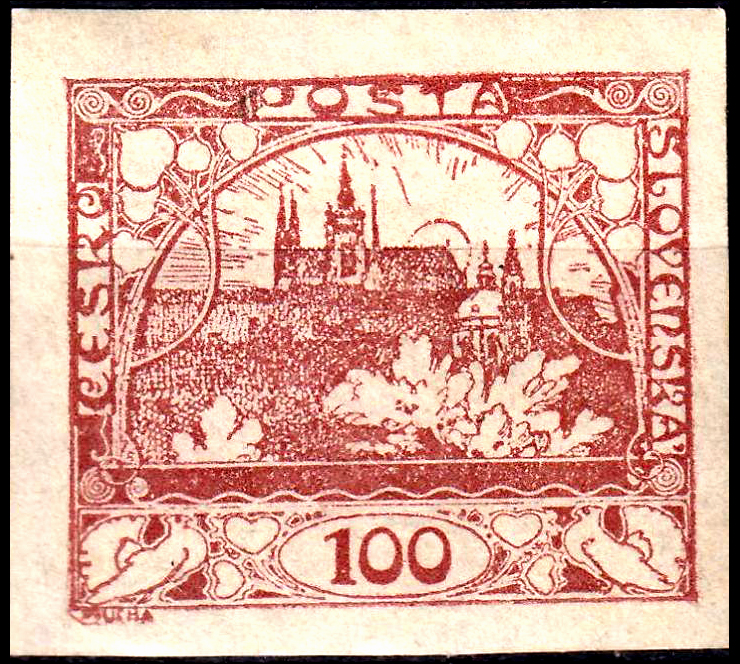
Typ B, malý barevný nápis na bílém podkladě i po stranách, hodnoty 100, 200 a 400
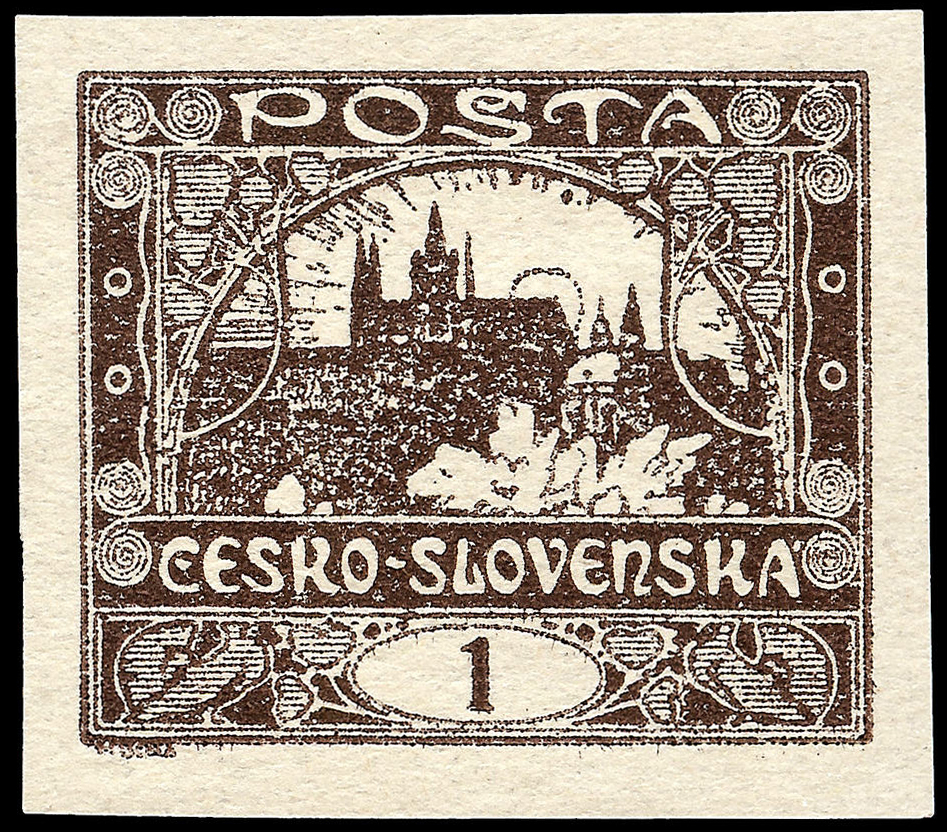
Typ C, velký bílý nápis na barevném podkladě, hodnoty 1 a 50
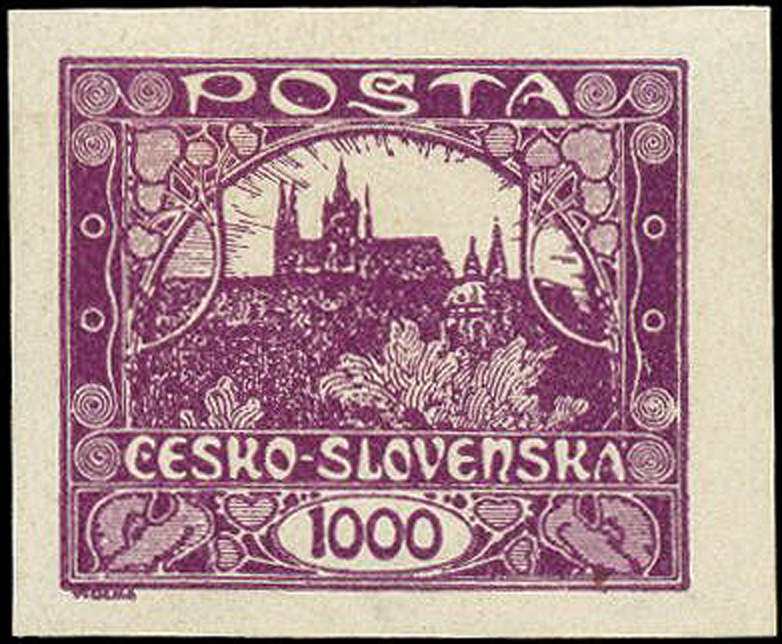
Typ D, velký bílý nápis na barevném podkladě, bez slunce, hodnoty 60, 80, 300 a 1000
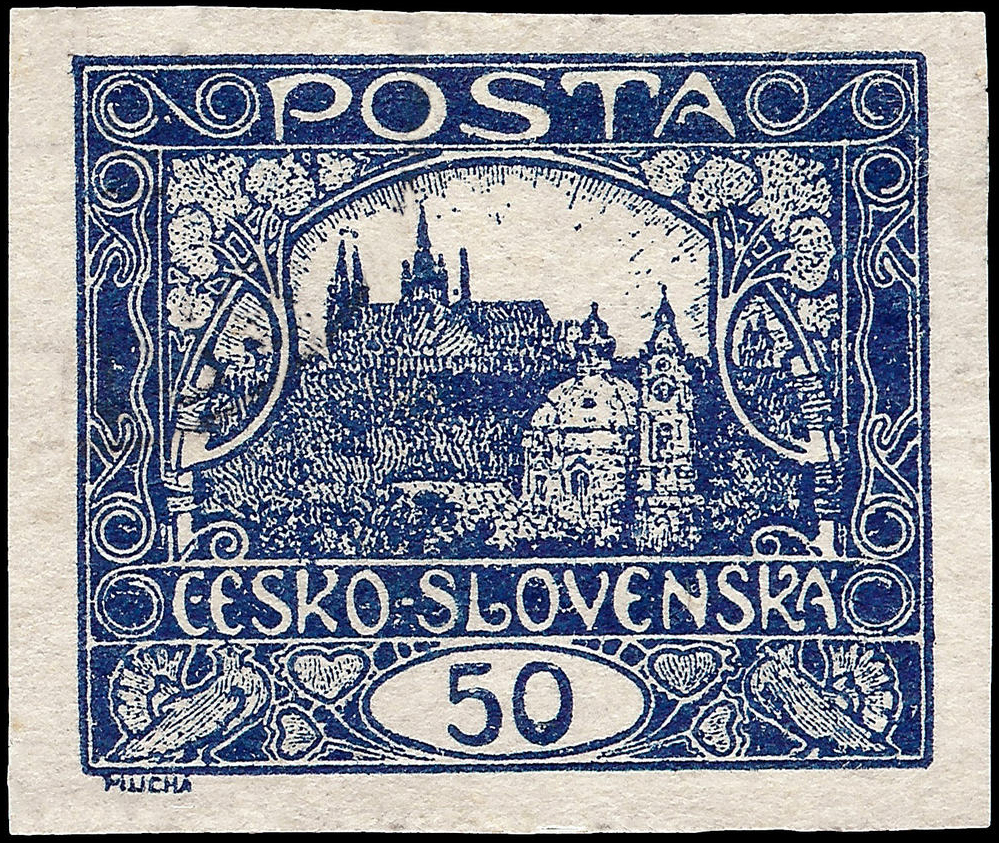
Typ E, velký bílý nápis na barevném podkladě, bez keře a slunce, větší sv. Mikuláš, hodnoty 5, 10, 15, 20, 25, 30, 50, 75, 120, 500
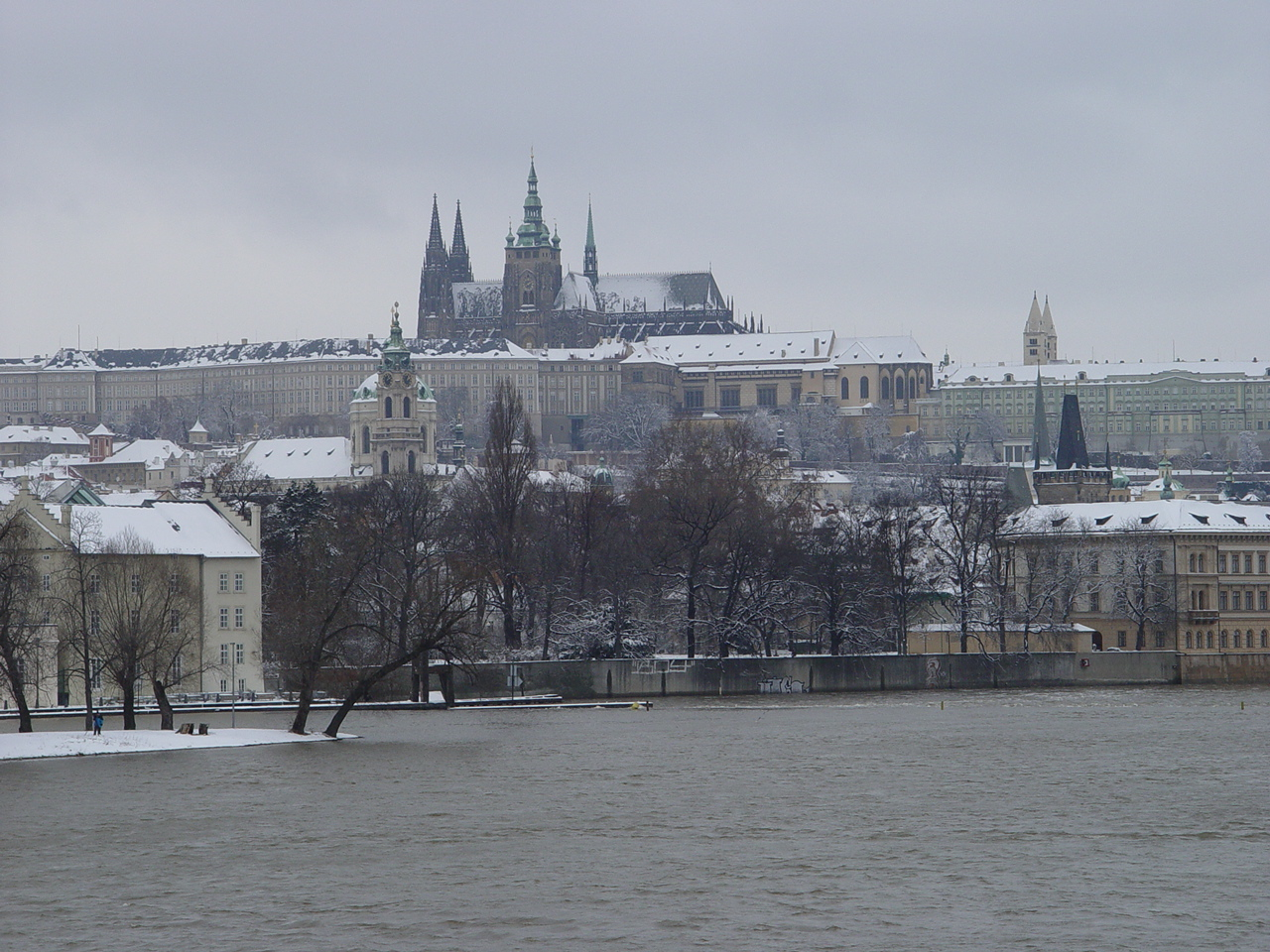
Panorama Hradčan v reálu

Hradčany byly staženy z oběhu 30. dubna 1921 (zbytek jejich nákladu s dodatečnými přetisky však platil až do roku 1928, viz níže). Jednotlivých hodnot bylo vydáno od 447 tisíc (1000 h) po cca 170 milionů kusů (10 h červená). Celkový náklad všech oficiálních známek edice byl podle československého katalogu Pofis 1 060 816 000. Tím se Hradčany staly nejrozšířenějším a nejznámějším Muchovým uměleckým dílem na světě.
Mezi sběrateli je většina běžných známek bez větší hodnoty, u nezoubkovaných je nejdražší nejméně vydávaná 1000 haléřová. Dražší jsou pak různé barevné odchylky, některá zoubkování, chybotisky atp.

### Přetisky
V letech 1918–1928 byla série přetištěna pro různé účely, existují čtyři druhy úředních přetisků.
1. Existují téměř všechny hodnoty s přetiskem VZOREC, které byly určeny pro ústředí Světové poštovní unie (UPU) v Bernu. Jsou však dostupné i mezi filatelisty.
2. V únoru 1920, aby byla zajištěna normální poštovní komunikace v oblastech plebiscitu o státním vlastnictví oblasti východního (Těšínského) Slezska, sporného území mezi Polskem a Československem, byly známky přetištěny nápisem SO 1920 (zkratka pro Silesie Orientale).[10] Existují čtyři druhy takových přetisků, včetně červeného.[15] Kvůli narůstajícímu mezietnickému napětí bylo později rozhodnuto opustit myšlenku plebiscitu, v červenci se strany obrátily na velmoci a rozhodnutím konference ve Spa došlo v témže měsíci k rozdělení regionu mezi ČSR a Polskem v poměru přibližně 60:40.[16] Přetištěné známky byly v oběhu v plebiscitních oblastech až do srpna 1920.[15]
3. V témže roce byly vysoké nominální hodnoty série přetištěny pro leteckou poštu a staly se tak prvními leteckými známkami v Československu. Známé jsou tmavě modré, červené a zelené přetisky letadla v hodnotách 14 Kč na známce 200 haléřů, 24 korun na známce 500 a 28 korun na nominální hodnotě 1000 haléřů.[11]
4. V letech 1920 až 1927 se nepoužité kusy série Hradčany dočkaly „druhého života“: pomocí přetisků nových nominálních hodnot a slova Doplatit byly přeměněny na doplatní známky (na doplacení nedostatečně ofrankovaných zásilek). Z oběhu byly staženy v srpnu 1928.[15]

Kromě těchto oficiálních přetisků je také známo několik místních i soukromých, zejména dobročinné přítisky ve prospěch Československého červeného kříže.
Všechny výše uvedené přetisky existují jak ve dvojité a převrácené podobě, tak i diagonálně. Katalogy varují před kvalitními padělky.

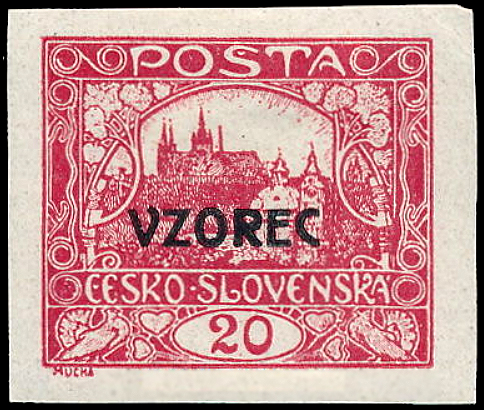
Přetisk VZOREC
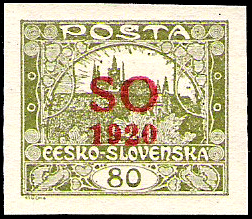
Přetisk SO 1920
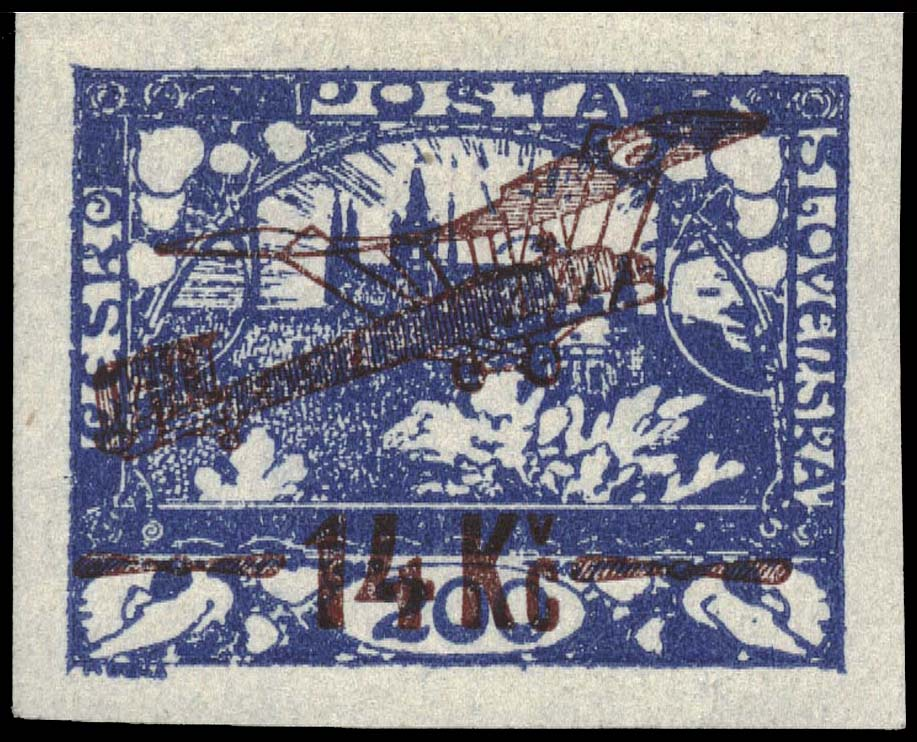
Přetisk pro leteckou poštu
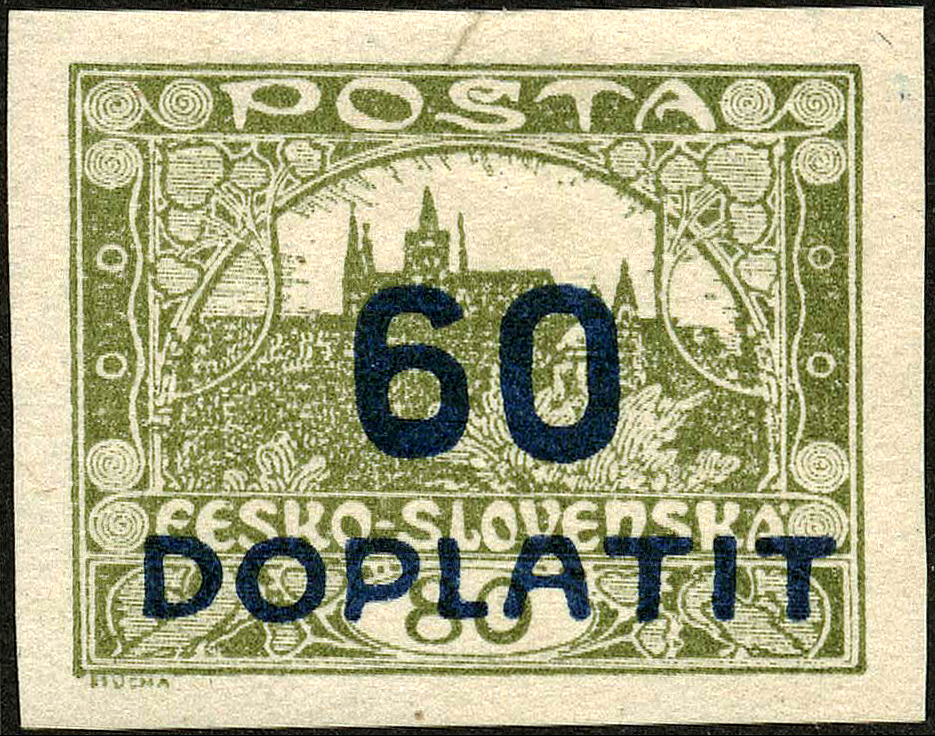
Přetisk DOPLATIT
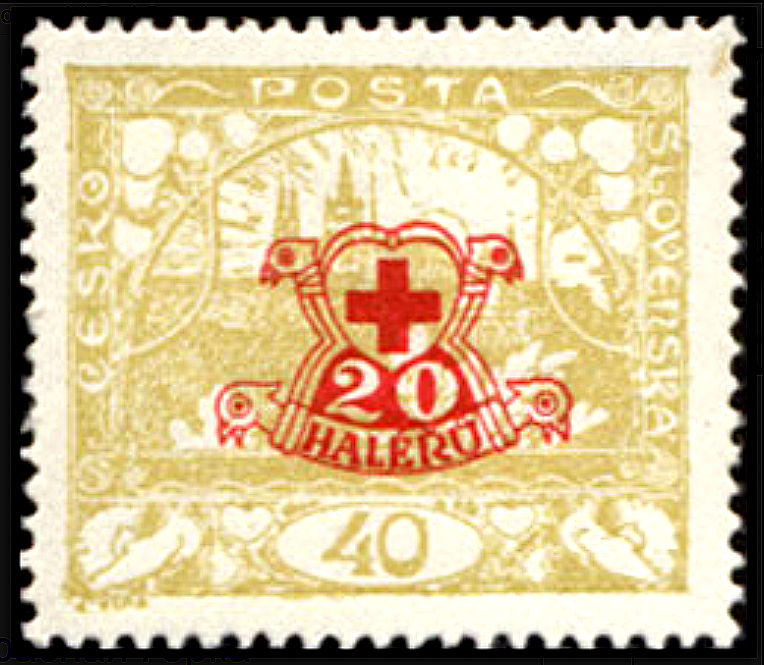
Přetisk pro červený kříž

## Připomínky

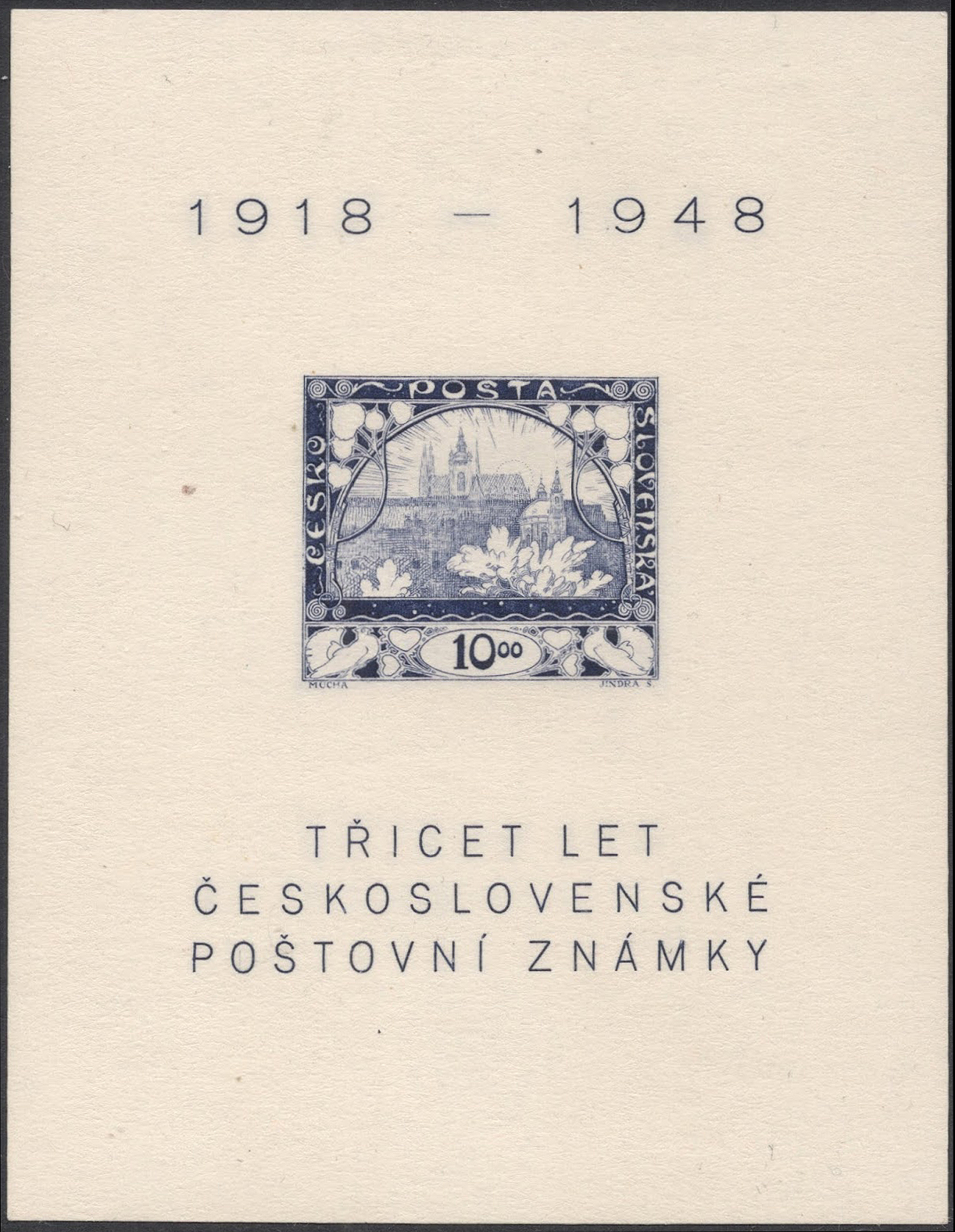
Aršík ke 30 letům od vydání Hradčan

Vydání série Hradčany je pravidelně oslavováno jako významná událost a památné datum. V prvních poválečných letech bylo datum uvedení těchto známek do oběhu – 18. prosinec – oficiálně stanoveno jako Den československé poštovní známky.
K tomuto výročí československá pošta v letech 1965–1992 každoročně vydávala příležitostná razítka a známky, které byly obvykle věnovány historii pošty, různým známkám první série a jejich tvůrcům – umělcům a rytcům.
Muchovy Hradčany vyšly v Československu ještě na pěti dalších známkách, vždy po deseti letech ke dni československé poštovní známky:
- V roce 1948 vyšel pamětní aršík se zobrazením Hradčan.[17]
- V roce 1958 vyšla známka s částečným vyobrazením Hradčan.[20]
- V roce 1968 vyšel aršík zobrazující známky Hradčany[21]a též známka ke dni československé poštovní známky se dvěma obrázky Hradčan.[22]
- V roce 1978 vyšla známka s Alfonsem Muchou a Hradčany.[23]
- V roce 1988 vyšel aršík s Alfonsem Muchou a Hradčany.[24]

Kromě toho existuje několik dalších známek s motivem Hradčan od jiných tvůrců.
V České republice vyšla v roce 2018 známka s původní kresbou Hradčan, doplněná o hodnotu „A“ a zemi původu, v roce 2020 pak další, s hodnotou „B“.